# Pierwszy rząd Alfreda Urbańskiego
Pierwszy rząd Alfreda Urbańskiego – gabinet pod kierownictwem premiera Alfreda Urbańskiego, sformowany 18 lipca 1972. Premier złożył dymisję 15 grudnia 1973 roku.

## Skład rządu
- mgr Alfred Urbański (PPS) -  premier i minister spraw wewnętrznych
- dr Jerzy August Gawenda -  wicepremier i minister spraw zagranicznych po śmierci Jana Starzewskiego
- dr Jan Starzewski - minister spraw zagranicznych (do śmierci 25.01.1973)
- Stanisław Nowak - minister skarbu
- Józef Poniatowski - minister spraw krajowych
- mgr Stanisław Wiszniewski - minister sprawiedliwości
- gen. bryg. Stanisław Kuniczak - minister spraw społecznych
- gen. bryg. Stefan Brzeszczyński - minister obrony narodowej
- mgr Sylwester Karalus - minister informacji i dokumentacji
- prof. dr Wiesław Strzałkowski - minister wyznań religijnych i oświecenia publicznego
- Stanisław Borczyk - minister spraw emigracyjnych
- mgr Zbigniew Scholtz - minister bez teki